# Tyrannus vociferans
Tyrannus vociferans е вид птица от семейство Tyrannidae.

## Разпространение
Видът е разпространен в Белиз, Гватемала, Канада, Мексико, САЩ и Хондурас.